# Ассамблея Турецкой Республики Северного Кипра
Ассамблея Республики (тур. Cumhuriyet Meclisi) — высший законодательный представительный орган Турецкой Республики Северного Кипра. Состоит из 50 депутатов, избираемых по пропорциональной системе каждые 5 лет.
Основана в 1983 году после провозглашения Северного Кипра и заменила Национальный совет Турецкого федеративного государства Кипр.

## Избирательная система
Депутаты выбираются в 5 избирательных округах: Лефкоша, Газимагуса, Гирне, Гузельюрт и Искеле, соответствующих административным округам страны.
Система голосования достаточно сложна: избиратель вправе выбрать либо поддержку всех кандидатов партии в данном округе, либо нескольких кандидатов от разных партий (в числе депутатов от округа).